# Cornelia van Marle
Cornelia van Marle (getauft am 23. Juni 1661 in Zwolle; gestorben 1698 in Groningen) war eine niederländische Malerin.

## Leben und Werk

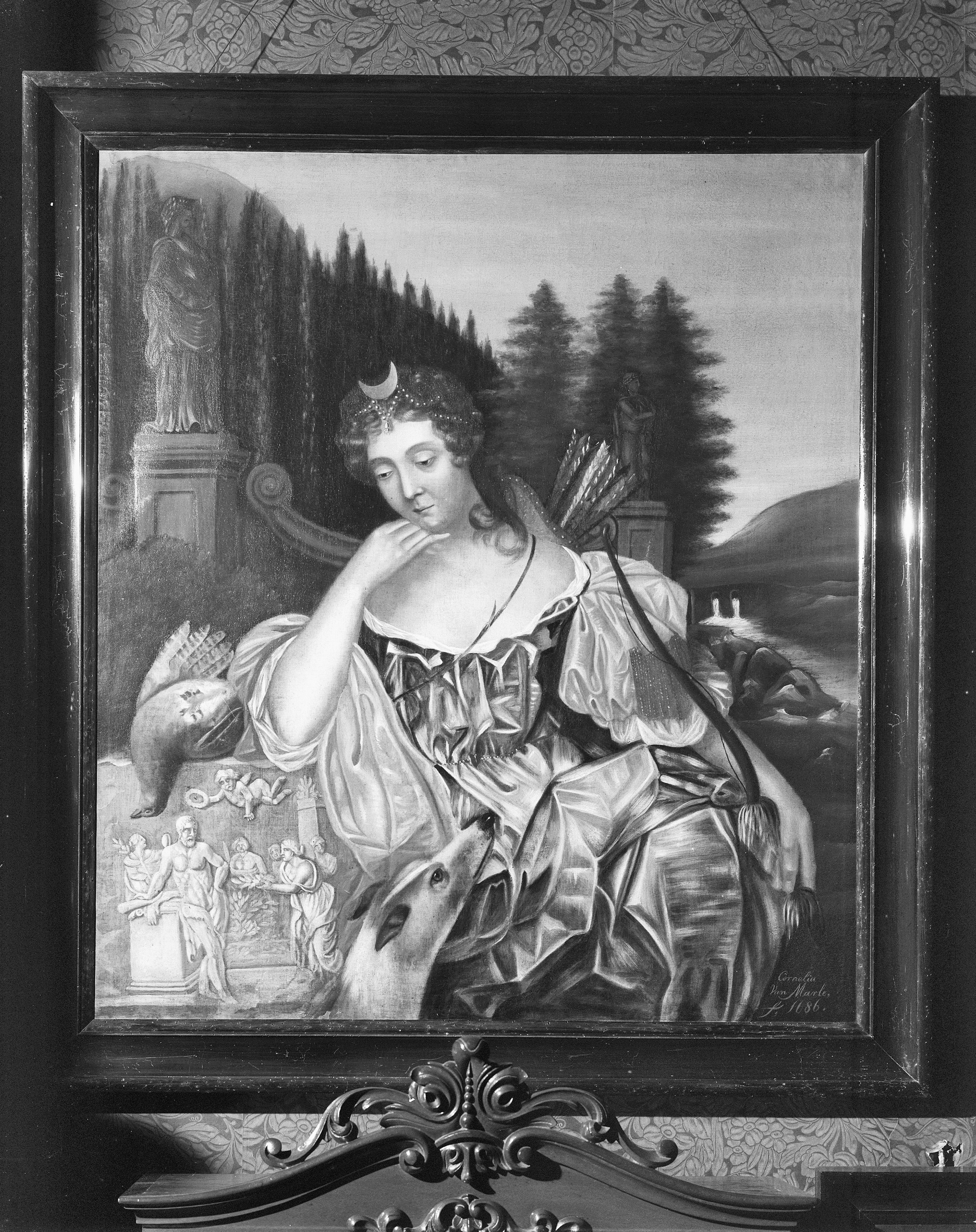
Gemälde, 1686

Cornelia van Marle wurde am 23. Juni 1661 in Zwolle getauft. Sie war das einzige Kind des Brauers Herman van Marle († 1662) und Lamberta Holt († 1691). Ihre Mutter heiratete 1663 den Brauer Geurt Greve, der die Brauerei übernahm. Mit ihm hatte sie sechs weitere Kinder. Ihre Halbschwester war Aleida Greve und ihre Cousinen Anna Cornelia Holt, Sophia Holt. Cornelia van Marle heiratete am 27. April 1697 in Windisheim Johannes Greven, den Rektor der Lateinschule Groningen und zog dorthin. Später übte ihr Mann diese Position in Zwolle aus. Es sind keine Kinder aus der Ehe bekannt, jedoch lässt ihr Todesdatum kurz nach der Hochzeit vermuten, dass sie im Kindbett verstorben ist.

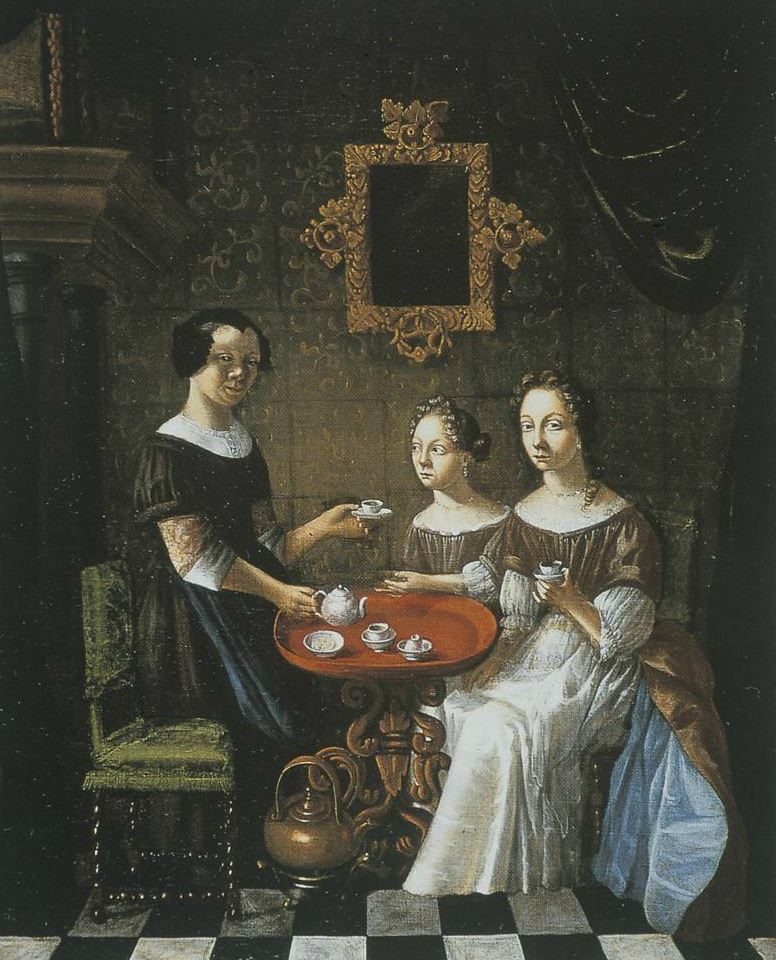
Gemälde, vor 1689

Mit ihrer Halbschwester und ihren Nichten war sie Schülerin von Wilhelmus Beurs. Er sagte später über die vier jungen Damen, sie seien seine „sehr geschätzten und geliebten Schülerinnen, seine Freude und Krone“ gewesen. Alle vier fertigen großformatige Gemälde von etwa 115 mal 100 Zentimetern an, in dieser Zeit eine für Amateure bemerkenswerte Größe. Vvan Marle malte Diana, die Göttin der Jagd, wie sie von der Rebhuhnjagd ruht, mit der Hand unter dem Kinn. Sie trägt eine Mondsichel auf der Stirn, ein dünnes Gewand und Pfeil und Bogen. Sie ist nur in Begleitung eines Windhundes. Das Gemälde scheint teilweise unvollendet zu sein, obwohl es signiert ist.
Am 16. Januar 1698 verfasste Cornelia Greven ein Testament, welches am 25. Juli 1698 eröffnet wurde. In der Zwischenzeit war sie verstorben.